# Mistrzostwa Europy w Lekkoatletyce 1971 – dziesięciobój mężczyzn

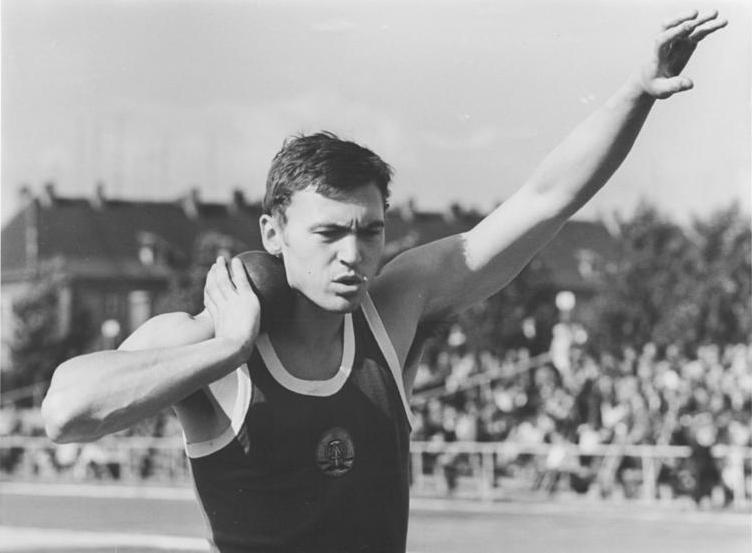
Joachim Kirst

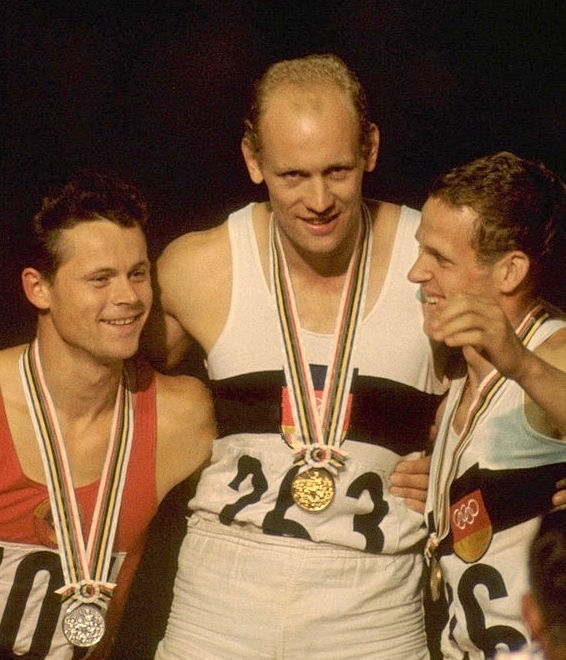
Rein Aun, Willi Holdorf i Hans-Joachim Walde (z prawej)

Dziesięciobój mężczyzn był jedną z konkurencji rozgrywanych podczas X mistrzostw Europy w Helsinkach. Został rozegrany 11 i 12 sierpnia 1971 roku. Zwycięzcą tej konkurencji został reprezentant Niemieckiej Republiki Demokratycznej Joachim Kirst, który tym samym obronił tytuł z mistrzostw z 1969. W rywalizacji wzięło udział trzydziestu zawodników z szesnastu reprezentacji.

## Rekordy
| Rekord świata     | Bill Toomey (USA)   | 8310 (8417) | Los Angeles, Stany Zjednoczone | 10-11.12.1969 |
| Rekord Europy     | Kurt Bendlin (FRG)  | 8235 (8319) | Heidelberg, RFN                | 13-14.05.1967 |
| Rekord mistrzostw | Joachim Kirst (GDR) | 7910 (8041) | Ateny, Grecja                  | 17-18.09.1969 |

## Wyniki
| Poz. | Zawodnik             | Punkty         | 100     | W dal    | Kula    | Wzwyż  | 400     | 110 ppł   | Dysk    | Tyczka | Oszczep | 1500   |
| ---- | -------------------- | -------------- | ------- | -------- | ------- | ------ | ------- | --------- | ------- | ------ | ------- | ------ |
| 1    | Joachim Kirst        | 8188 (8196) CR | 11,02 s | 7,68 m   | 16,59 m | 2,13 m | 48,97 s | 16,12 s   | 47,21 m | 4,20 m | 65,51 m | 4:44,7 |
| 2    | Lennart Hedmark      | 8054 (8038)    | 11,28 s | 7,51 m   | 15,37 m | 1,89 m | 49,09 s | 14,78 s   | 45,37 m | 4,20 m | 73,79 m | 4:41,0 |
| 3    | Hans-Joachim Walde   | 7927 (7951)    | 11,17 s | 7,41 m   | 15,33 m | 1,95 m | 49,32 s | 15,17 s   | 43,57 m | 4,30 m | 73,79 m | 4:41,2 |
| 4    | Heinz-Ulrich Schulze | 7841 (7889)    | 10,98 s | 7,11 m   | 14,53 m | 1,89 m | 48,64 s | 15,0 s    | 42,80 m | 4,30 m | 63,93 m | 4:34,1 |
| 5    | Sepp Zeilbauer       | 7783 (7842)    | 10,96 s | 7,38 m   | 13,49 m | 2,04 m | 48,79 s | 15,06 s   | 39,70 m | 4,00 m | 58,95 m | 4:27,5 |
| 6    | Peter Gabbett        | 7692 (7754)    | 10,85 s | 7,26 m   | 12,81 m | 1,83 m | 47,18 s | 15,45 s   | 41,81 m | 4,30 m | 58,68 m | 4:29,7 |
| 7    | Łeonid Łytwynenko    | 7650 (7707)    | 11,34 s | 7,02 m w | 13,50 m | 1,89 m | 49,49 s | 15,10 s w | 42,82 m | 4,10 m | 63,27 m | 4:19,6 |
| 8    | Boris Iwanow         | 7554 (7601)    | 11,28 s | 6,92 m   | 14,15 m | 1,92 m | 50,63 s | 15,21 s w | 43,94 m | 4,30 m | 66,59 m | 4:53,6 |
| 9    | Herbert Wessel       | 7528 (7583)    | 11,17 s | 7,12 m   | 14,70 m | 1,86 m | 49,76 s | 15,46 s w | 44,52 m | 4,60 m | 55,70 m | 4:57,8 |
| 10   | József Bákái         | 7520 (7569)    | 11,22 s | 6,96 m   | 15,28 m | 1,83 m | 51,66 s | 16,56 s   | 49,46 m | 4,40 m | 66,83 m | 4:52,7 |
| 11   | Edward de Noorlander | 7478 (7562)    | 11,39 s | 6,94 m   | 13,99 m | 2,01 m | 50,48 s | 15,03 s   | 40,87 m | 4,20 m | 49,28 m | 4:23,2 |
| 12   | Tadeusz Janczenko    | 7439 (7520)    | 10,96 s | 7,54 m w | 13,65 m | 1,98 m | 50,17 s | 16,61 s   | 42,61 m | 4,40 m | 55,41 m | 5:03,2 |
| 13   | Yves Le Roy          | 7395 (7453)    | 11,12 s | 7,37 m   | 13,19 m | 1,89 m | 51,15 s | 15,58 s   | 43,69 m | 4,30 m | 59,14 m | 4:59,3 |
| 14   | Ryszard Katus        | 7351 (7417)    | 11,17 s | 7,06 m   | 12,93 m | 1,86 m | 50,83 s | 14,52 s   | 40,20 m | 4,30 m | 55,59 m | 4:48,2 |
| 15   | Roger Lespagnard     | 7328 (7406)    | 11,54 s | 6,81 m   | 12,90 m | 2,04 m | 50,30 s | 15,86 s   | 38,72 m | 4,50 m | 51,36 m | 4:28,2 |
| 16   | Vasile Bogdan        | 7317 (7376)    | 11,40 s | 6,92 m   | 12,75 m | 1,86 m | 50,20 s | 15,79 s   | 37,51 m | 4,40 m | 63,42 m | 4:33,9 |
| 17   | Freddy Herbrandt     | 7248 (7328)    | 11,04 s | 7,45 m   | 12,85 m | 1,98 m | 50,43 s | 14,77 s   | 40,14 m | 4,20 m | 46,23 m | 5:13,4 |
| 18   | Hannu Kyösola        | 7282 (7322)    | 11,26 s | 7,34 m   | 13,73 m | 1,75 m | 50,02 s | 15,85 s   | 39,26 m | 3,60 m | 66,96 m | 4:34,0 |
| 19   | Frank Nusse          | 7239 (7311)    | 11,42 s | 6,76 m   | 11,73 m | 1,86 m | 49,67 s | 15,14 s   | 36,17 m | 4,50 m | 50,53 m | 4:16,1 |
| 20   | Régis Ghesquière     | 7063 (7157)    | 11,75 s | 6,86 m   | 13,64 m | 1,86 m | 50,25 s | 15,97 s   | 39,87 m | 3,50 m | 55,85 m | 4:16,3 |
| 21   | Per Ovesen           | 6947 (7051)    | 11,46 s | 7,04 m   | 13,52 m | 1,86 m | 50,81 s | 16,25 s w | 37,42 m | 4,00 m | 51,98 m | 4:44,1 |
| 22   | Rafael Cano          | 6645 (6735)    | 11,40 s | 6,76 m   | 11,50 m | 1,83 m | 50,13 s | 15,36 s w | 32,52 m | 3,80 m | 46,55 m | 4:44,0 |
| 23   | Franz Biedermann     | 6112 (6189)    | 12,04 s | 6,59 m w | 10,10 m | 1,75 m | 52,99 s | 16,52 s   | 28,83 m | 4,20 m | 47,85 m | 4:45,2 |
| –    | Kurt Bendlin         | DNF            | 11,06 s | 7,45 m   | 15,03 m | 1,83 m | 48,65 s | 15,45 s   | 45,45 m | 4,60 m | 69,97 m | –      |
| –    | Hans Smeman          | DNF            | 11,44 s | 6,55 m   | 13,01 m | 1,86 m | 51,24 s | DNF       | 38,82 m | NM     | –       | –      |
| –    | Mykoła Awiłow        | DNF            | 11,81 s | 6,88 m   | 13,33 m | 1,92 m | 51,77 s | 15,07 s   | –       | –      | –       | –      |
| –    | Markku Juhola        | DNF            | 10,72 s | 7,27 m w | 13,58 m | 1,70 m | 48,02 s | –         | –       | –      | –       | –      |
| –    | Hans-Dieter Michalek | DNF            | 11,36 s | 7,00 m   | 14,16 m | 1,70 m | –       | –         | –       | –      | –       | –      |
| –    | Jorma Vesala         | DNF            | 11,48 s | 5,85 m   | –       | –      | –       | –         | –       | –      | –       | –      |
| –    | Ryszard Skowronek    | DNF            | DNF     | –        | –       | –      | –       | –         | –       | –      | –       | –      |